# Emiliano Bonfigli
Emiliano Nicolás Bonfigli (n. Bahía Blanca, Argentina, 15 de abril de 1988) es un futbolista argentino. Juega de delantero en Deportes Valdivia de la Segunda División Profesional de Chile.

## Trayectoria

### Clubes
| Club                | País                | Año                 | Partidos | Goles | media |
| ------------------- | ------------------- | ------------------- | -------- | ----- | ----- |
| Almagro             | Argentina           | 2010-2011           | 39       | 16    | 0.41  |
| Manta F.C.          | Ecuador             | 2011                | 18       | 1     | 0.06  |
| Real Salt Lake      | Estados Unidos      | 2012                | 10       | 1     | 0.1   |
| San Telmo           | Argentina           | 2013                | 16       | 4     | 0.25  |
| Almagro             | Argentina           | 2013-2014           | 33       | 12    | 0.36  |
| Atlanta             | Argentina           | 2014-2015           | 44       | 22    | 0.5   |
| Zacatepec           | México              | 2016-2017           | 37       | 8     | 0.19  |
| Tampico Madero F.C. | México              | 2017                | 5        | 1     | 0.38  |
| Deportivo Cuenca    | Ecuador             | 2018                | 38       | 6     | 0.16  |
| CD Olimpia          | Honduras            | 2019                | 4        | 1     | 0.25  |
| Fénix               | Argentina           | 2019-2020           | 23       | 4     | 0.17  |
| Deportes Valdivia   | Chile               | 2021-2022           | 42       | 11    | 0.26  |
| Total en su carrera | Total en su carrera | Total en su carrera | 272      | 79    | 0.29  |